# Ilhas Cayman nos Jogos Olímpicos de Verão de 1988
As Ilhas Cayman participaram dos Jogos Olímpicos de Verão de 1988 em Seul, na Coreia do Sul. Não conquistaram nenhuma medalha, nem de ouro, nem de prata e nem de bronze. Foi a terceira participação do país em Jogos Olímpicos de Verão.